# Kailash Purryag
Kailash Rajkeswur Purryag (Vacoas-Phoenix, Plaines Wilhems, 12 de diciembre de 1947-21 de junio de 2025)  fue un político y abogado mauriciano. Miembro del Partido Laborista de Mauricio desde el año 1973, posteriormente fue elegido como miembro de la Asamblea Nacional, hasta que a partir de 1980 pasó a ser ministro de la Seguridad Social, de 1984 a 1986 fue ministro de Sanidad, a partir de 1995 ministro de Economía y Telecomunicaciones hasta 1997 que fue el Vice primer ministro y ministro de Relaciones Exteriores y Comercio hasta el 2005 que lo nombraron Presidente de la Asamblea Nacional y el día 21 de julio de 2012 fue nombrado como 5.º Presidente de Mauricio, cargo que ocupó hasta el 29 de mayo de 2015.

## Biografía

### Inicios y formación
Nacido en la ciudad de Vacoas-Phoenix del distrito de Plaines Wilhems en el año 1947. Es un descendiente Indo-Mauricio debido a que su bisabuelo navegó desde la India a Mauricio como trabajador no abonado hace 150 años.
Cursó sus estudios primarios en el Shri Shamboonath Govt School y posteriormente realizó sus estudios secundarios y universitarios en Mauricio College de la ciudad de Curepipe, donde se licenció en Derecho en el año 1973 pasando a ser abogado.
Este mismo año se casó con Aneetah Purryag.

### Carrera política
En 1973, comenzó su carrera política formando parte del Partido Laborista de Mauricio, donde entre los años 1974 y 1976 fue miembro de la corporación municipal del Ayuntamiento de su ciudad natal Vacoas-Phoenix, en el último año se presentó por primera vez a las Elecciones Generales de Mauricio celebradas el día 20 de diciembre de 1976, donde logró un escaño como diputado en la Asamblea Nacional de Mauricio.
A partir del mes de enero de 1980 entró a formar parte del gobierno de Mauricio siendo nombrado por el primer ministro del país Seewoosagur Ramgoolam como ministro de la Seguridad social, siendo a la vez un año más tarde en 1981 Jefe de la Delegación del Gobierno para las negociaciones por una compensación adecuada por el Gobierno británico para los antiguos habitantes exiliados en el Archipiélago de Chagos (conocidos como Chagossians), hasta el mes de junio de 1982.
Tras las siguientes Elecciones Generales ala Asamblea Nacional, celebradas el día 21 de agosto del año 1983, se volvió a presentar, convirtiéndose en el mes de enero de 1984 en ministro de Sanidad hasta enero de 1986. Un año más tarde en 1987 pasó a ser el secretario general del Partido Laborista de Mauricio hasta que en marzo de 1991 fue el presidente del partido político dejando su cargo a partir de marzo de 1996, también durante estos periodos el día 22 de diciembre del año 1995 fue nombrado ministro de Economía y Telecomunicaciones hasta el día 22 de diciembre del año 1997 que pasó a ser el ministro de Relaciones Exteriores y Comercio, y también el vice primer ministro del país durante el gobierno de Navinchandra Ramgoolam. Posteriormente el día 17 de septiembre del año 2005 fue elegido presidente de la Asamblea Nacional, sucediendo al político Prem Ramnah, y renovando la su reelección en el puesto el 18 de mayo de 2010, permaneciendo hasta el año 2012 debido a su dimisión, teniendo que ser sucedido por Razack Peeroo.

## Presidencia
Tras su salida en la presidencia de la Asamblea Nacional, Kailash Purryag, debido ala sección 28/2 de la Constitución de Mauricio y los votos obtenidos en la Asamblea Nacional con mayoría absoluta el viernes 20 de julio de 2012, aunque el primer ministro Navinchandra Ramgoolam y el Vice primer ministro Rashid Beebeejaun se opusieron al nombramiento presentando una moción de censura, Purryag fue finalmente nombrado e investido el día 21 de julio como nuevo y 5.º Presidente de Mauricio, debido a la renuncia del anterior presidente Anerood Jugnauth y cuya presidencia en funciones quedó cubierta por la política Monique Ohsan Bellepeau.
Como nuevo presidente de Mauricio realizó su primera visita oficial al jardín botánico de Pamplemousses, donde estuvo meditando frente al monumento del expresidente Sir Seewoosagur Ramgoolam (más conocido como padre de la nación en Mauricio).

## Vida privada
Kailash Purryag es de descendencia procedente de la India y de Mauricio (Indo-Mauricio), debido a que su bisabuelo Lakshman Paryag, hace 150 años navegó desde la India hasta la Isla Mauricio como trabajador no abonado.
Nació en la ciudad de Vacoas-Phoenix, siendo el hermano mayor de siete hijos.
Contrajo matrimonio el día 8 de diciembre del año 1973 con su esposa Aneetah Purryag, con la que ha tenido una hija y actualmente son abuelos de dos nietos.
Antes de llegar a la presidencia vivía junto con su esposa en La Caverne del distrito de Plaines Wilhems
Purryag en el mes de enero de 2013, viajó junto a su familia a la India para visitar Wajitpur (Patna), que era el pueblo de sus antepasados

## Premios y condecoraciones
- Gran Oficial de la Orden de la Estrella y la Llave del Océano Índico, 12 de marzo de 1998.
- Medalla de la Libertad de Honor de la ciudad de Port Louis, 23 de agosto de 2007.
- Gran Comendador de la Orden de la Estrella y la Llave del Océano Índico, 12 de marzo de 2009.
- Premio Purryag Pravasi Bharatiya Samman, 9 de enero de 2013.